# Катастрофа на „Боинг 727“ на „Ариана Афган Еърлайнс“ през 1998 г.
На 19 март 1998 г. самолет „Боинг 727-228“ на „Ариана Афган Еърлайнс“ изпълнява международен непланиран пътнически полет от международното летище „Шарджа“, Шарджа, Обединените арабски емирства, до международното летище „Кабул“, Кабул, Афганистан, с междинно кацане в Кандахар. Докато се спуска към летището в Кабул, машината се удря в планината Шарки Баратай на височина от 2600 м. При катастрофата загиват всички 10 членове на екипажа и 35 пътници. По време на инцидента времето е лошо с намалена видимост в условия на валежи от сняг и дъжд.
Данните от разследването са неясни, няма информация за направен доклад и дали причините за инцидента са установени. Не са представени и данните от „черните кутии“, вероятно заради международната изолация на талибанския режим. Генералният директор на „Ариана Афган Еърлайнс“, Хасан Джан, казва, че катастрофата е следствие на лошото време. Катастрофата е един от няколкото инцидента, които довеждат до забрана на достъпа на авиокомпанията до въздушното пространство на Европейския съюз.
Според материал на „Лос Анджелис Таймс“ от 2001 г. този полет вероятно участва в поредица от незаконни доставки на оръжие, пари, наркотици и ислямистки бойци между Шарджа, Пакистан и Афганистан. Съобщава се, че пътниците на тези полети включват бойци от „Ал Кайда“. Докато контролират страната и авиокомпанията, талибаните улесняват издаването на фалшиви документи на екстремисти. Припомнен е и инцидент от 1996 г., при който милицията на Ахмад Шах Масуд спира самолет на авиокомпанията, който трябва да излети от летище „Джалалабад“, пълен с опиум. „Лос Анджелис Таймс“ твърди, че служители на американското разузнаване знаят за товара на тези самолети.